# ماكس فرديناند
ماكس فرديناند (بالإنجليزية: Max Ferdinand)‏ (4 نوفمبر 1986 بهايتي - ) هو لاعب كرة قدم أمريكي في مركز الهجوم. لعب مع Rochester Rhinos ‏ وBaltimore Blast ‏ وFC Reading Revolution ‏.

## وصلات خارجية
- ماكس فرديناند على موقع قاعدة بيانات كرة القدم.إي يو (الإنجليزية)